# Daniel de los Reyes
Daniel de los Reyes is een percussionist geboren in New York en opgegroeid in Puerto Rico en Las Vegas. Hij is van Cubaanse en Puerto Ricaanse afkomst en de derde generatie van muzikanten. Hij ontving zijn eerste onderricht in drummen van zijn vader Walfredo de los Reyes Sr.. Zijn grootvader Walfredo de los Reyes II was een van de stichtende leden van het Cubaanse orkest Casino de la Playa. Hij heeft opgetreden met diverse artiesten zoals Don Henley, Earth, Wind and Fire, Sting, Billy Joel, Sheryl Crow, Jennifer Lopez, Ricky Martin, en Yanni, en vele anderen. Hij vormde zijn eigen entertainmentbedrijf DrumJungle, Inc, en produceert de "DrumJungle Primal!"-show, dat hoge interactie tussen een combinatie van drums, percussie, dansers en zangers, met elkaar doet versmelten tot ritmes uit de hele wereld voor een multi-culturele ervaring. De los Reyes is ook de uitvinder van de "Practice Pad Pro", hetgeen een alles-in-een praktijk is van timbalen en realistisch klinkende conga, en de LP One Shot Shaker met een ontwerp dat zowel beginnende als professionele musici in staat stelt om eenvoudig of zelfs de meest complexe ritmes uit te voeren voor een heel muzikaal nummer met een verbeterde precisie en gemak. 

## Geassocieerde artiesten
Artiesten met wie De los Reyes heeft getoerd met en/of opnames gemaakt zijn met zijn percussie:
| - Justo Almario - Gabriela Anders - India.Arie - Phillip Bailey - Lindsey Buckingham - Jimmy Buffett - Vickie Carr - Cher - Sheryl Crow - Earth, Wind and Fire - Sheena Easton - Emmanuel - Gloria Estefan - Lola Falana - Danny Federrici - Oyuong Fei Fei - Clare Fisher - David Foster - Peter Frampton - Aretha Franklin | - Rodney Franklin - Juan Gabriel - Lucho Gatica - Gerardo - Josh Groban - Sherman Hemsley - Don Henley - Faith Hill - Hiroko - Clint Holmes - Chris Isaak - Hugh Jackman - Billy Joel - Vann Johnson - Jose Jose - William Joseph - Patti LaBelle - Ronnie Laws - Kecia Lewis - Jennifer Lopez | - Marcos Loya - Andy Madadian - Tania Maria - Ricky Martin - John Mayer - Marilyn McCoo - Tim McGraw - Sergio Mendez - Wayne Newton - Stevie Nicks - Don Omar - Donny Osmond - Rique Pantoja - Juan Carlos Quintero - Carlos Reynosa - John Robinson - Rob Rosa - Diane Reeves - Sheldon Reynolds - Carlos Reynosa | - Lionel Richie - José Luis Rodríguez - Diana Ross - Jon Secada - Michael Sembello - Doc Severinson - Shakira - Shani - Diane Shore - Soraya - Sting - Strunz & Farah - Donna Summer - James Taylor - Ben Vereen - Brian Wilson - Steve Winwood - Yanni (Tribute) |

## Verschijningen op muziekvideo's
- Inside Job met Don Henley
- Feelin' So Good met Jennifer Lopez
- The Ricky Martin Video Collection met Ricky Martin
- Tribute met Yanni
- Yanni Live at Royal Albert Hall met Yanni
- Yanni, Live from Toji Temple met Yanni
- Cuando Pasara met Rob Rosa
- We All Sleep Alone met Cher

## Discografie
2001 San Rafael 500 - (samen met Walfredo de los Reyes Sr., Walfredo de los Reyes Jr.,  Kamar de los Reyes, Rafael de los Reyes, Karen Briggs, Pedro Eustache)